# Primera (Texas)
Primera es un pueblo ubicado en el condado de Cameron en el estado estadounidense de Texas. En el Censo de 2010 tenía una población de 4070 habitantes y una densidad poblacional de 597,73 personas por km².

## Geografía
Primera se encuentra ubicado en las coordenadas 26°13′24″N 97°45′6″O / 26.22333, -97.75167. Según la Oficina del Censo de los Estados Unidos, Primera tiene una superficie total de 6.81 km², de la cual 6.81 km² corresponden a tierra firme y (0.04%) 0 km² es agua.

## Demografía
Según el censo de 2010, había 4070 personas residiendo en Primera. La densidad de población era de 597,73 hab./km². De los 4070 habitantes, Primera estaba compuesto por el 85.16% blancos, el 0.64% eran afroamericanos, el 0.74% eran amerindios, el 0.15% eran asiáticos, el 0% eran isleños del Pacífico, el 11.52% eran de otras razas y el 1.79% pertenecían a dos o más razas. Del total de la población el 88.75% eran hispanos o latinos de cualquier raza.